# René Laennec
Pour les articles homonymes, voir Laennec.
René-Théophile-Marie-Hyacinthe Laennec  ou Laënnec, plus connu sous le nom de René Laennec, né le 17 février 1781 à Quimper, mort le 13 août 1826  à Douarnenez dans son manoir de Ploaré, est un médecin français, créateur du diagnostic médical par auscultation (Traité de l'auscultation médiate, 1819) grâce à l'invention du stéthoscope.

## Biographie

### Origine familiale et enfance

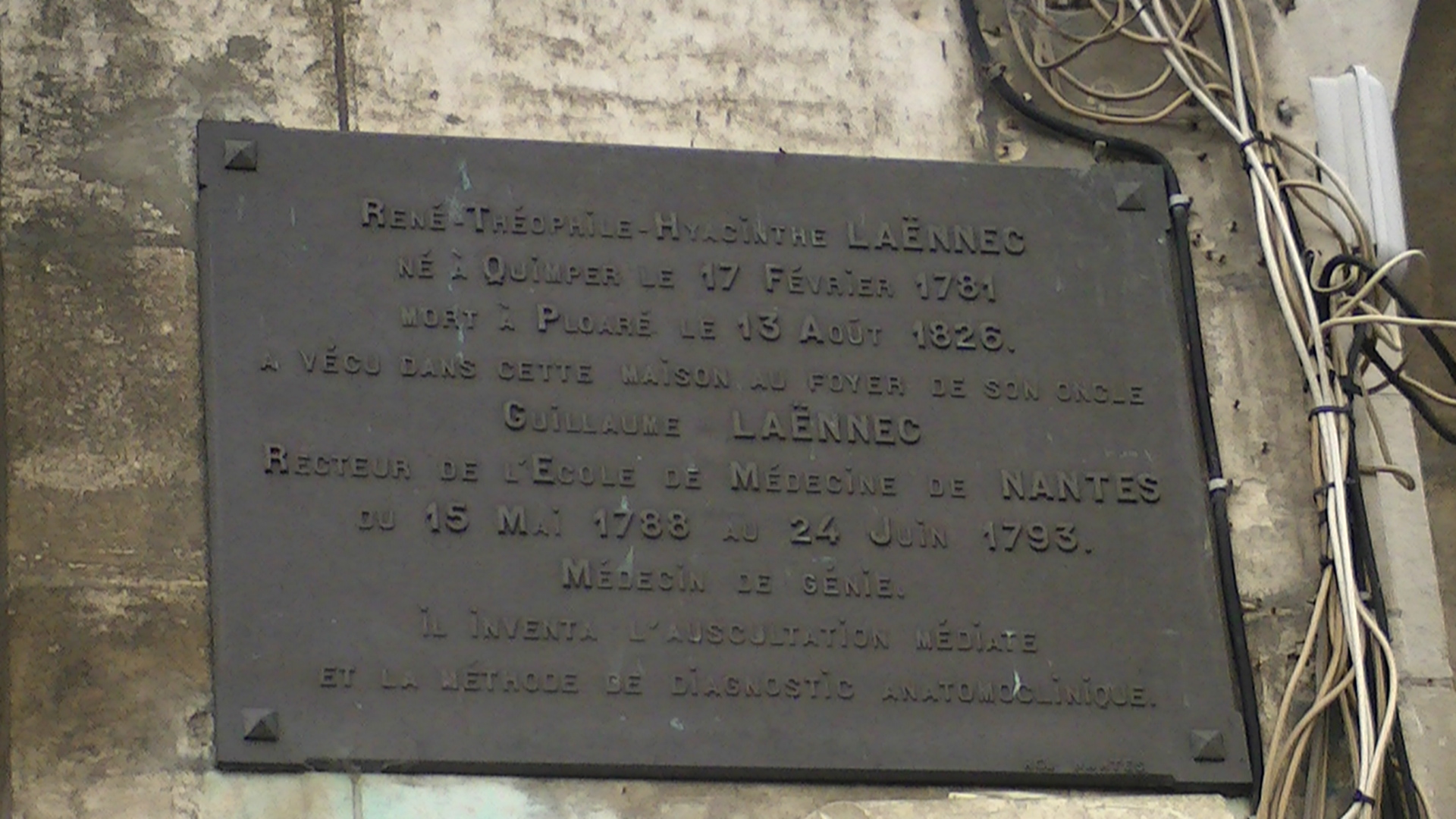
Plaque à Nantes, place du Bouffay, où il vécut.

René Laennec est fils et petit-fils d'avocats. Son grand-père, Michel Alexandre Laennec, est maire de Quimper de 1763 à 1765.
Son père Théophile-Marie Laennec (1747-1836), avocat et magistrat quimpérois, parle le breton et René lui-même l'apprend, le parle couramment, et l'utilise dans sa correspondance avec son père. Par sa mère, Michelle Guesdon, il était apparenté à Anne-Marie Audouyn de Pompéry, la « Sévigné cornouaillaise » dont il était le cousin et qui le reçut maintes fois dans son château de Couvrelles. Laennec avait pour grand-oncle Dom Morice de Beaubois, auteur d'Une histoire de la Bretagne.
Sa mère, Michelle, meurt en 1786 de la tuberculose (elle est inhumée le 15 décembre 1786 dans le cimetière de l'église Saint-Mathieu de Quimper). Son père, alors lieutenant au ministère de la Marine à Quimper, est incapable de s'occuper de lui. Après avoir été confié à son oncle Michel Laennec, recteur à Elliant, René Laennec est, en 1797, recueilli par Guillaume François Laennec (baptisé le 11 novembre 1748 à Quimper-Saint-Julien), un autre de ses oncles, médecin à Nantes, professeur et directeur de l'école de médecine, qui avait été recteur de l'université de Nantes avant sa suppression au début de la Révolution.

### Formation
Suivant l'exemple de ce dernier, Laennec entame des études de médecine. En 1800, il est étudiant à Paris sous la direction de Jean-Nicolas Corvisart à l'hôpital de la Charité et d’autres professeurs comme Guillaume Dupuytren. En 1802, à peine âgé de 21 ans, il reçoit en séance solennelle de l'Institut  les deux grands prix de médecine et de chirurgie de l’École  pratique. Il est reçu docteur en médecine en 1804. Il pratique ensuite l'anatomie pathologique avec Gaspard Laurent Bayle. Il étudie les maladies à partir des lésions constatées à l’autopsie et, en particulier, la cirrhose.

### Activité professionnelle
En 1816, il est nommé à l’hôpital Necker. Il s’intéresse aux maladies pulmonaires et identifie ses malades en utilisant largement la technique de percussion décrite pour la première fois par le médecin autrichien Leopold Auenbrugger en 1761 dans son ouvrage Inventum Novum et diffusée par Corvisart, une méthode qui renseigne sur l’état d’un organe par l’écoute du bruit rendu par la frappe des doigts au niveau de ce dernier. C’est dans ce cadre qu’il crée selon la légende  le 17 février 1816 le stéthoscope, d’abord un simple rouleau de papier ficelé qu’il appelait « pectoriloque » et qui permettait d’éloigner l’oreille du médecin de son patient pour des raisons de pudeur , stéthoscope qu’il ne tarde pas à perfectionner en cylindre démontable et en buis et dont l’usage est attesté en mars 1817 sur les feuilles des malades à l’Hôpital Necker. Il fonde ainsi une nouvelle pratique qui permet d’analyser les bruits corporels internes et de les relier à des lésions anatomiques, ce qui se révélera particulièrement utile pour le diagnostic des maladies respiratoires, dont la phtisie ou tuberculose. En février 1818, il présente ses découvertes dans un discours à l’Académie des sciences, et en 1819, il publie son Traité d’auscultation médiate où il classe les bruits émis dans le thorax. En 1822, il succède à Jean Noël Hallé à la chaire de médecine pratique du Collège de France. Cette même année, il est chargé de réorganiser la Faculté de  médecine, à la suite des désordres scandaleux qui en  avaient rendu la dissolution nécessaire. Quelque temps après, il est nommé titulaire de la chaire de clinique interne à l’hôpital de la Charité.

### L'invention de l'auscultation médiate

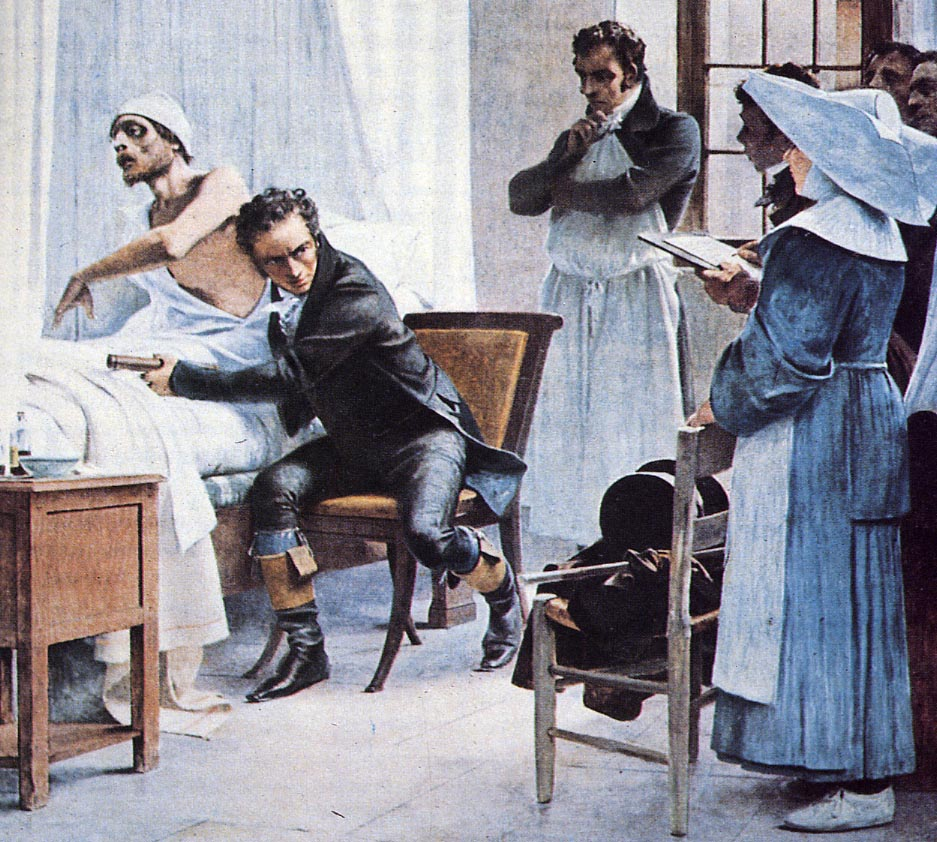
« Laennec à l'hôpital Necker ausculte un phtisique devant ses élèves (1816). » Péristyle en Sorbonne
(toile marouflée de Théobald Chartran).

Par un après-midi d'octobre, il passe sous les guichets du Louvre. Des enfants jouent dans la cour parmi des décombres. Un enfant gratte l'extrémité d'une longue poutre avec la pointe d'une épingle. À l'autre extrémité, l’oreille collée à la poutre, les enfants recueillent les sons, se bousculent pour entendre, et rient de la découverte. Laennec s'arrête devant les enfants qui viennent de lui donner la réponse au problème qu'il se posait depuis longtemps.
Parvenu au chevet d'une jeune cardiaque, il demande une feuille de papier à lettres, la roule en cylindre, appuie une extrémité contre la poitrine de la patiente et l'autre contre sa propre oreille. Et voici que le double bruit du cœur et celui de la respiration lui parvient avec netteté. L'auscultation est inventée.
C’est également lui qui donne à cet instrument d’auscultation médiate le nom de « stéthoscope », qui est dérivé du grec (stethos signifiant « poitrine »). Le stéthoscope que nous connaissons (avec un embout pour chaque oreille) est inventé par l'Américain George Cammann en 1852.
En 22 mois, Laennec découvre toute la sémiologie pulmonaire et fait faire à la médecine un bond prodigieux. Sa classification des bruits d’auscultation (ronchi, râles crépitants…) est toujours utilisée par les médecins.
Pourtant cette nouvelle méthode d'auscultation n'est pas facilement acceptée par certains médecins, qui préfèrent la méthode habituelle d'écoute avec l’oreille en contact direct avec la poitrine (auscultation immédiate). En 1885, un professeur de médecine déclare encore : « Il n'y a que les oreilles pour entendre, laissez-nous nous servir de nos oreilles et ne nous obligez pas à nous servir d’un stéthoscope ». Même le fondateur de l'American Heart Association, Dr Lewis A. Connor (1867-1950) porte sur lui un mouchoir de soie destiné à être posé sur la paroi thoracique pour l’auscultation directe à l'oreille.

### Autres contributions à la médecine

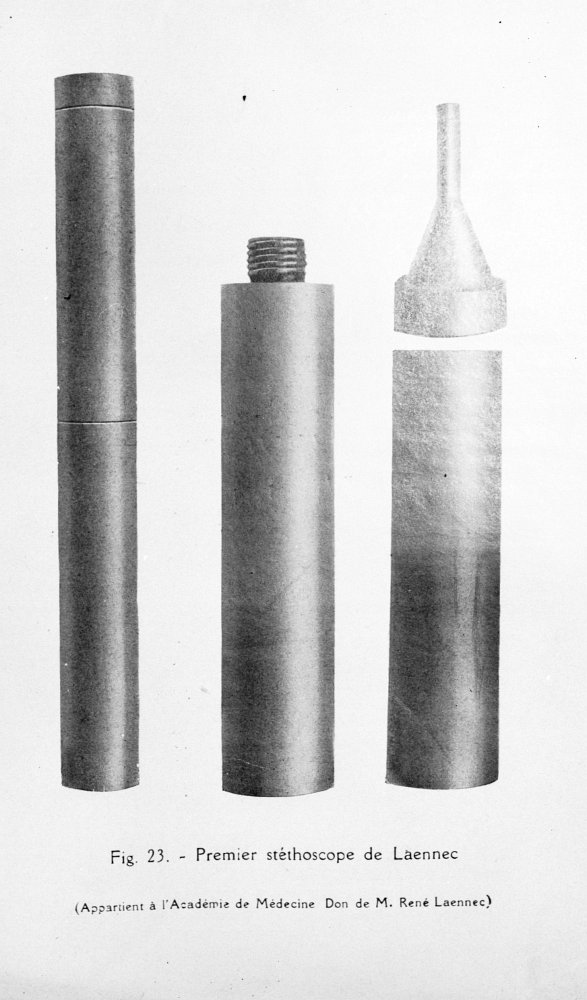
Premier stéthoscope de Laennec, in:Les Biographies médicales. Notes pour servir à l'histoire de la médecine et des grands médecins, J.-B. Baillière, (Paris) [s.d.], coll. de la Bibliothèque interuniversitaire de Santé.

Parmi ses autres contributions à la médecine il faut citer aussi sa description de la péritonite et de la cirrhose. Bien que la cirrhose fût une maladie déjà connue, c’est Laennec qui lui donna son nom, en utilisant le mot grec (kirrhos, « fauve »), qui fait référence aux nodules jaunes caractéristiques de la maladie.
Il est à l’origine du terme mélanome et a décrit les métastases pulmonaires du mélanome. En 1804, alors qu'il était encore étudiant en médecine, il fut le premier à faire une conférence sur les mélanomes. Cette conférence a ensuite été publiée en 1805. Laennec a effectivement inventé le terme « mélanose », à partir du grec (mela, melan) pour « noir ». Au fil des années, les relations sont devenues exécrables entre Laennec et Dupuytren, le second reprochant au premier de n’avoir fait aucune mention de son travail dans ce domaine ni de son rôle dans ses découvertes.
Il a également apporté de nombreuses contributions à la connaissance de la tuberculose.
Sa contribution peut-être la plus importante à la médecine fut l’introduction d’une rigueur toute scientifique qui imposait des règles d’observation objectives. Quand il a publié son traité en 1819, il a inscrit en exergue cette devise en grec : « la partie la plus importante de notre art consiste à être en mesure d’observer correctement. » Son livre a été tenu en très haute estime par de nombreux médecins et considéré comme l’étalon-or de la pratique médicale. Le professeur Benjamin Ward Richardson écrit dans son livre Les disciples d'Esculape que « le véritable étudiant en médecine se doit de lire le traité de Laennec sur l'auscultation médiate et l'utilisation du stéthoscope au moins une fois tous les deux ans tant qu'il pratique son art. Son œuvre originale le situe parmi les grands pionniers aux côtés de Vésale, Harvey et Hippocrate. »

### Éponymie
La cirrhose est parfois encore appelée la « cirrhose de Laennec » car Laennec fut l'un des premiers à reconnaître cette affection comme une entité nosologique. Il existe également d'autres termes médicaux qui sont restés associés à son nom : la cirrhose de Laennec se réfère à l'apparence du foie en cours de sa régénération où il apparaît composé de petits lobules séparés par un fin tissu fibreux.
Le « thrombus de Laennec » est un thrombus qui se forme dans le cœur avant la naissance. Les « crachats perlés de Laennec » font référence aux expectorations des asthmatiques. Le « murmure de Hamman », également connu sous le nom de « symptôme de Laennec-Hamman » ou « symptôme de Laennec-Müller-von Bergmann-Hamman » ou  « crépitement de Hamman », est un bruit crépitant entendu dans la région précordiale dans l'emphysème médiastinal spontané.

### Fin de vie

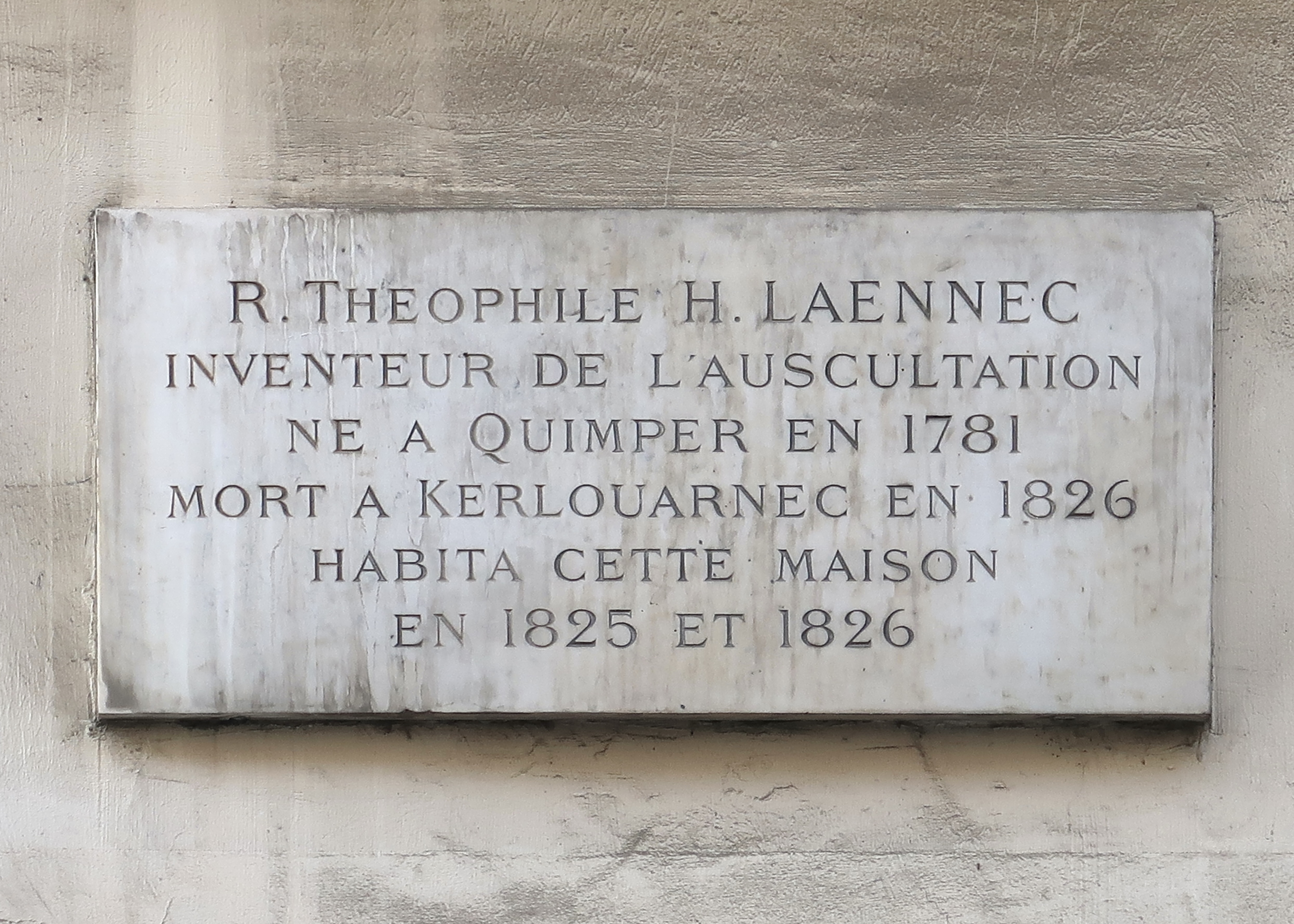
Plaque 17 rue de l'Abbé-Grégoire (Paris), où il vit de 1825 à 1826.

Cependant, il est lui-même atteint de phtisie. Son neveu, Mériadec Laennec (qui fit une carrière politique et fut en 1849 président du conseil général de la Loire-Inférieure), l’a ausculté avec le stéthoscope inventé par son oncle et il a décelé sur lui les symptômes fatidiques de la tuberculose. Il se retire en son manoir de Kerlouarnec en Ploaré, proche de Douarnenez, où il meurt le 13 août 1826, à l'âge de 45 ans. Dans son testament, il lègue à son neveu ce stéthoscope qu’il considérait comme « le plus grand héritage de sa vie ».

## Personnalité
Il était catholique et très pieux. On possède de nombreux témoignages de sa piété et sa charité envers les pauvres était devenue proverbiale. Dès 1802 il est membre de La Congrégation, attiré par son ami Bayle. Il était aimé par ses collègues et ses élèves, particulièrement ses étudiants anglophones,.

## Publications

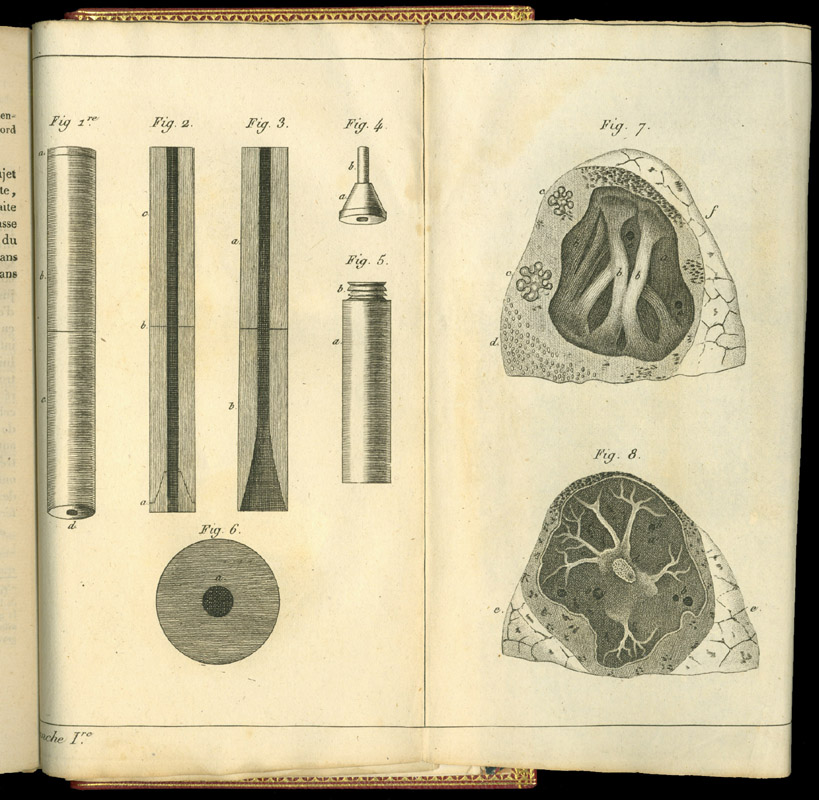
De l’auscultation médiate…. Stéthoscope, poumons.

- Propositions sur la doctrine d'Hippocrate, relativement à la médecine pratique, présentées et soutenues à l'École de médecine de Paris, le 22 prairial an XII (thèse de médecine, 1804)
- De l'Auscultation médiate, ou Traité du diagnostic des maladies des poumons et du cœur, fondé principalement sur ce nouveau moyen d'exploration (2 volumes, 1819) Texte en ligne 1 2
- Traité inédit sur l'anatomie pathologique, ou Exposition des altérations visibles qu'éprouve le corps humain dans l'état de maladie (1884)
- La Guerre des Vénètes : poème épique héroï-comique (1931) Texte en ligne
- Laënnec rédigea des articles pour les volumes Médecine de l'Encyclopédie méthodique.

## Hommages
À Quimper a été inaugurée en mai 1868, sur l’esplanade entre la mairie et la cathédrale, une statue de bronze sculptée par Eugène-Louis Lequesne, érigée par souscription des médecins bretons, français et étrangers. Il existe à la faculté de médecine de Paris un buste en bronze de Laennec, dû au même statuaire, offert par le professeur Potain en 1883. De même, une statue en bronze de Laennec est présente devant la faculté de médecine de Nantes. Dans cette même ville, l'hôpital porte son nom et celui de son oncle.
À Saint-Herblain, dans la banlieue de Nantes, l'hôpital Guillaume-et-René-Laennec, porte son nom, associé à celui de son oncle. Un buste en bronze le représentant est également situé au nord-ouest de l'hôtel-Dieu de Nantes, près de la faculté de médecine.
Sur le mur extérieur de l'hôpital Necker-Enfants malades, où Laennec a mis au point l’auscultation médiate avec son stéthoscope, près de l'entrée de l'hôpital au 149, rue de Sèvres, a été posée une plaque de marbre à l’effigie de Laennec avec cette inscription : « Dans cet hôpital Laennec découvrit l'auscultation. 1781-1826 ». Certains des plus anciens bâtiments de l'hôpital existent encore dans cet hôpital moderne. Le nouveau bâtiment de pédiatrie (Pôle mère-enfant), à l'angle du boulevard du Montparnasse et de la rue de Sèvres, porte son nom.
À Amiens, l'arrêt de bus qui dessert l'entrée est du CHU sud porte son nom.
René Laennec a donné son nom à des établissements scolaires de Bretagne (le collège et le lycée public de Pont-l'Abbé, dans le Finistère), à l'hôpital de Quimper ainsi qu'à un boulevard à Rennes.
L'un des deux sites de la faculté de médecine Lyon-Est, appartenant à l'université Claude-Bernard-Lyon-I porte le nom de RTH Laennec depuis l'abandon du nom de l'ancienne faculté Alexis Carrel, sujet à polémique. Par ailleurs, plusieurs hôpitaux portent aussi le nom Laennec. Son nom a été donné à un paquebot des Messageries maritimes.
Une rue porte son nom à Bruxelles et a Castelnaudary.
À Paris, une place située dans le 7e arrondissement à l'intersection de la rue Chomel et de la rue de Babylone porte son nom depuis 2013.
À Valence dans la Drôme, une place porte son nom. À Chalon-sur-Saône, en Saône-et-Loire, une rue porte le nom de Docteur Laennec.
Un timbre à son effigie a été émis par la Poste française en 1952 (no 936 au catalogue Yvert et Tellier).
Dans la ville de Laval, au Québec, un boulevard se nomme en l'honneur de Laennec, dans le secteur de Vimont. L'important hôpital de la Cité-de-la-Santé se situe sur ce boulevard.
À Ploaré se trouve une statue de René Laennec en granit de 4m50 de haut par le sculpteur breton Jean Luc Guillou.
Un monument réalisé par René Quillivic lui rend hommage dans le square Taras-Chevtchenko (Paris).
L'astéroïde (235990) Laennec a été nommé en son honneur.

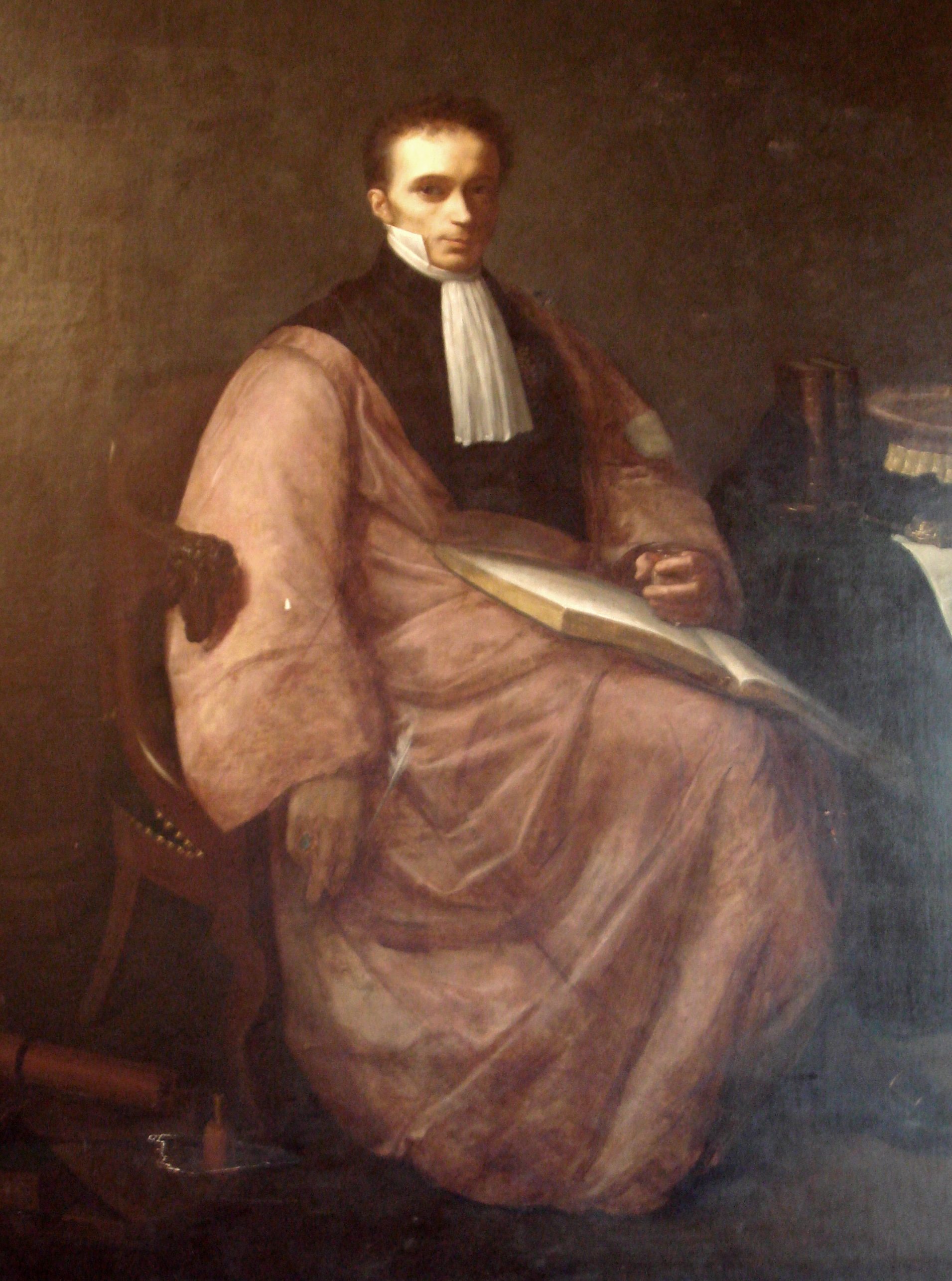
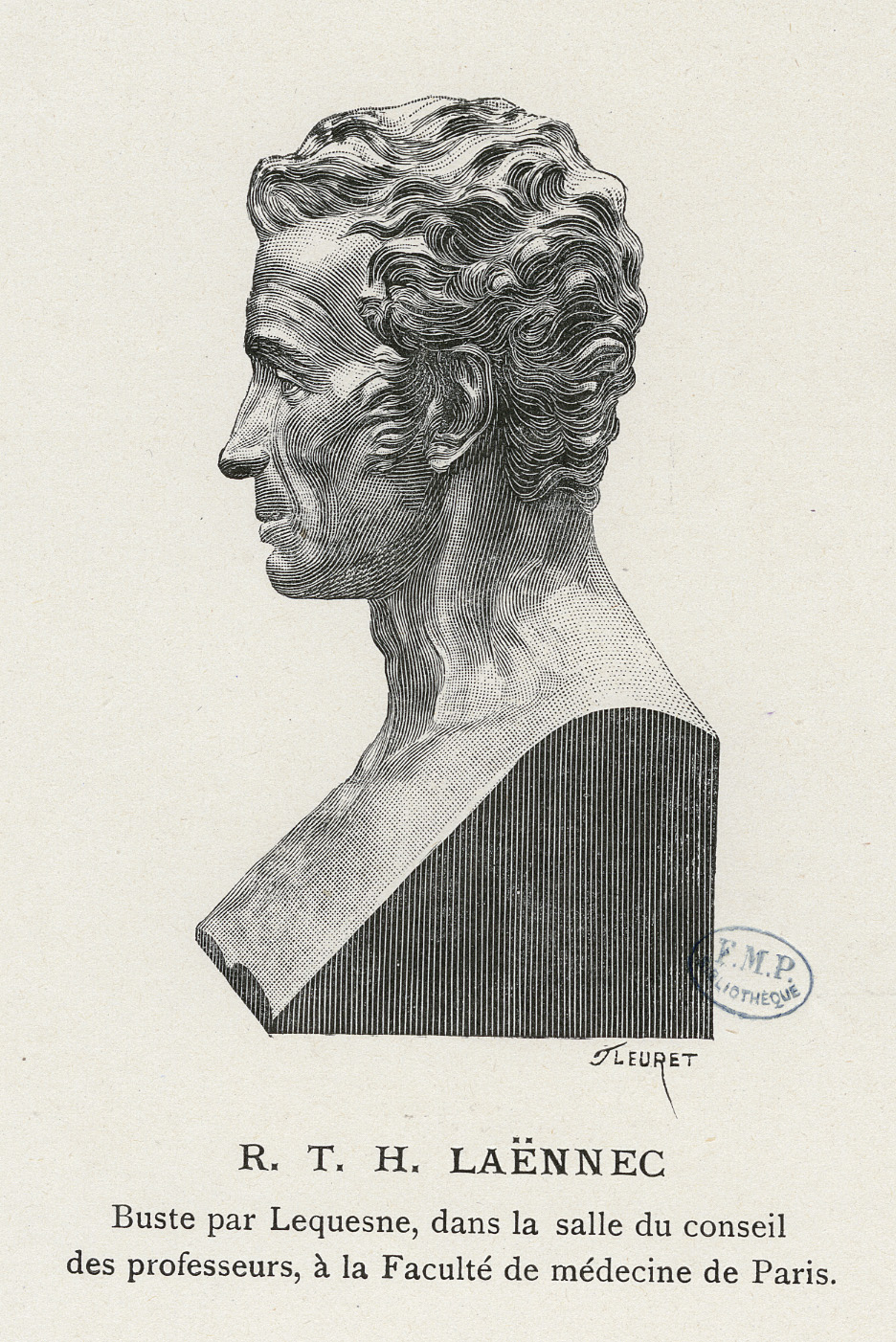
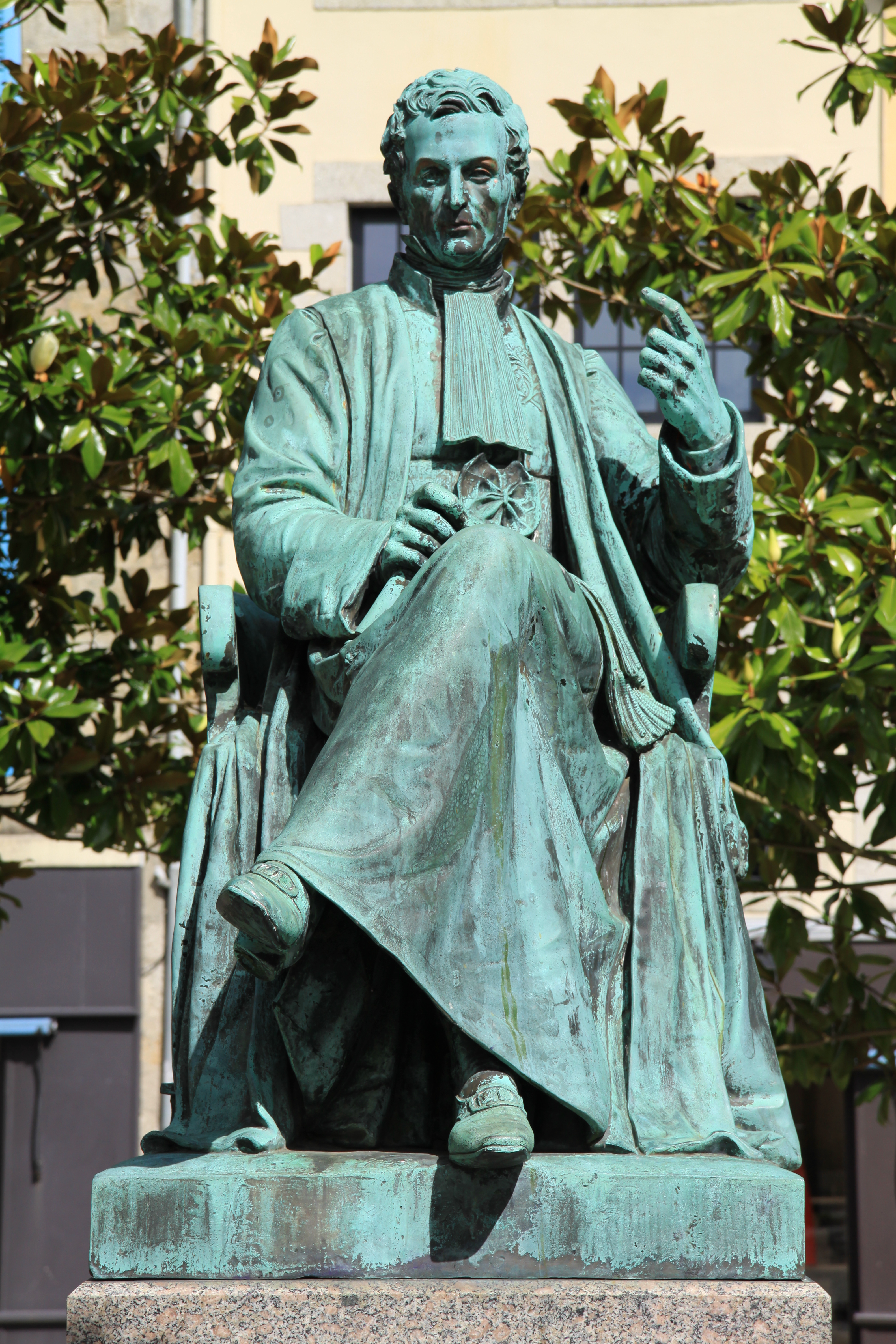
Statue à Quimper.
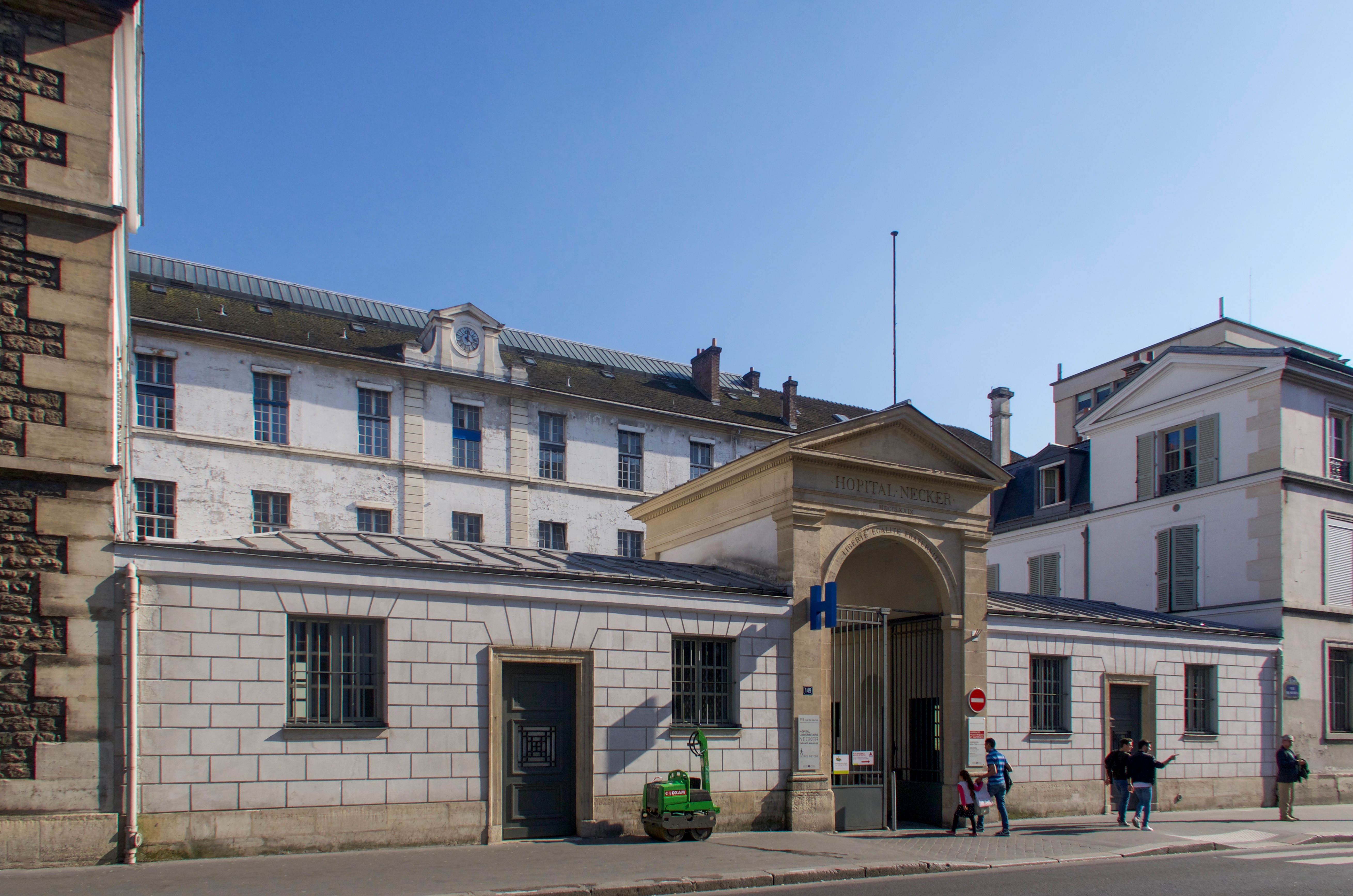
Hôpital Necker, entrée rue de Sèvres.
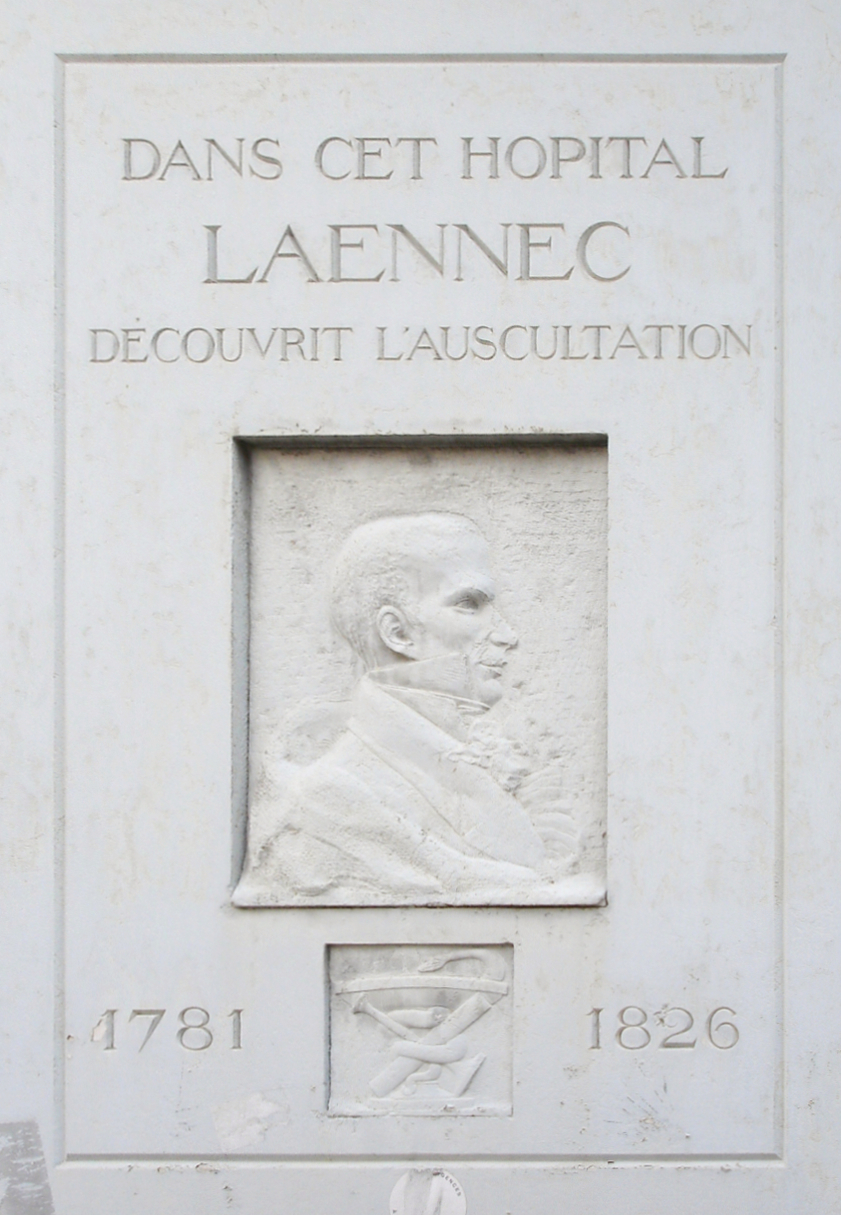
Plaque commémorative dans l'hôpital.
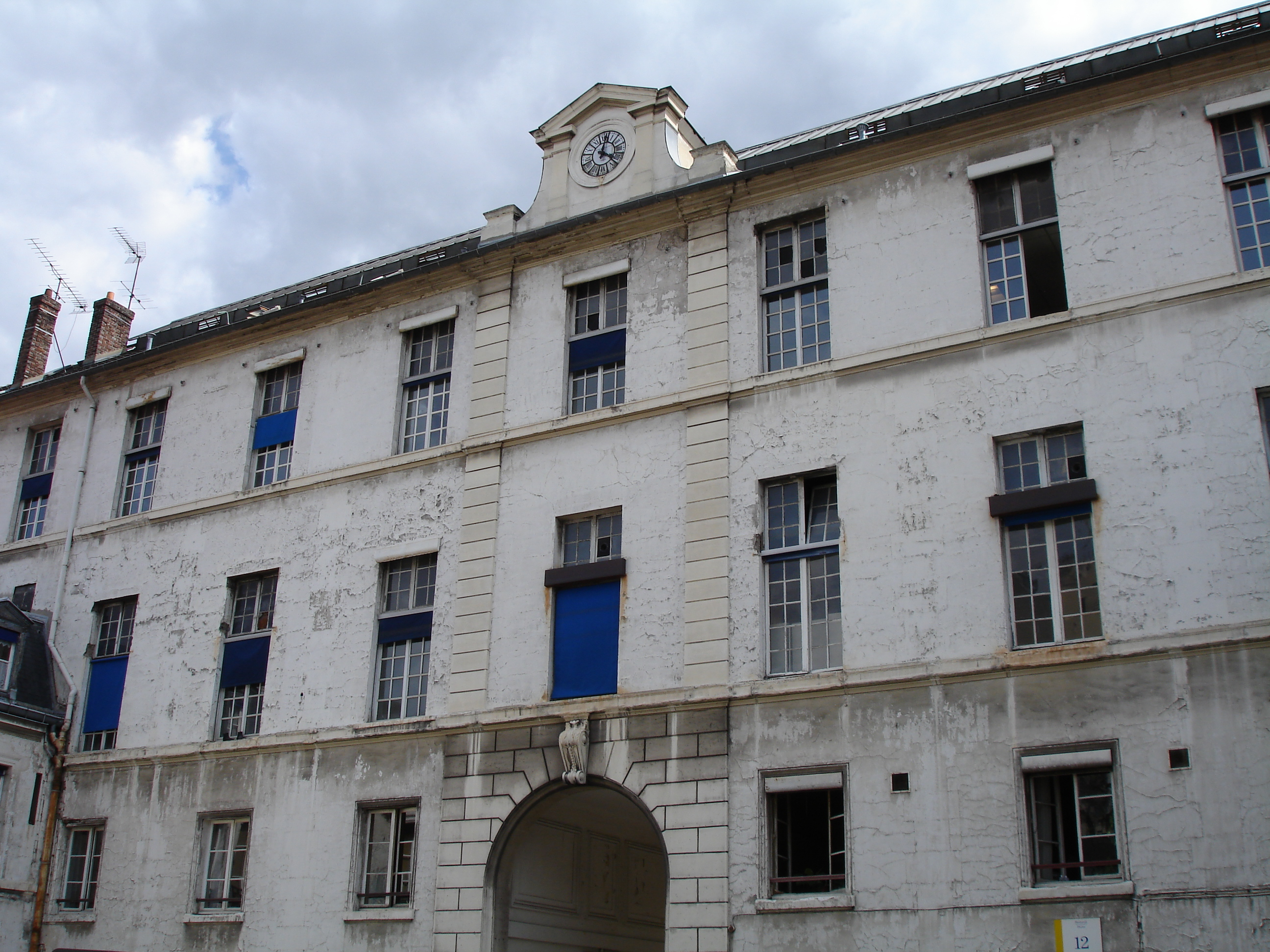
Un des anciens bâtiments de l'hôpital.

#### Bases de données et dictionnaires
- Ressources relatives à la recherche :   - The Academic Family Tree
  - Bibliothèque interuniversitaire de santé
  - La France savante
  - Institut Max-Planck d'histoire des sciences
  - Isidore
  - Mathematics Genealogy Project
  - Who Named It?
- Ressource relative à la littérature :   - Projet de recherche en littérature de langue bretonne
- Ressource relative à la santé :   - Bibliothèque interuniversitaire de santé
- Notices dans des dictionnaires ou encyclopédies généralistes :   - Britannica
  - Brockhaus
  - Den Store Danske Encyklopædi
  - Enciclopedia italiana
  - Enciclopedia De Agostini
  - Gran Enciclopèdia Catalana
  - Hrvatska Enciklopedija
  - Internetowa encyklopedia PWN
  - Nationalencyklopedin
  - Store norske leksikon
  - Treccani
  - Universalis
- Notices d'autorité :   - VIAF
  - ISNI
  - BnF (données)
  - IdRef
  - LCCN
  - GND
  - Italie
  - Japon
  - CiNii
  - Espagne
  - Belgique
  - Pays-Bas
  - Pologne
  - Israël
  - NUKAT
  - Vatican
  - Australie
  - Norvège
  - WorldCat